# Тайкёку сёги
Тайкёку сёги (яп. 大局将棋 тайкёку сё:ги, «глобальные сёги») — самый крупный из известных вариантов сёги (японских шахмат).
В начальной расстановке у каждого из игроков имеется по 402 фигуры 209 видов (всего 804 фигуры). Доска для тайкёку сёги имеет размер 36 × 36 клеток (1,5 на 1,5 метра).

## История
Игра была создана примерно в середине XVI века (предположительно каннуси) и основана на более ранних больших настольных играх сёги. До повторного открытия тайкёку сёги в 1997 году тай сёги (25 × 25 клеток) считались самым большим игровым вариантом шахмат из когда-либо существовавших. Не доказано, что тайкёку сёги когда-либо были широко распространены. Существуют только два набора отреставрированных фигур тайкёку сёги, один из которых хранится в Университете торговли Осаки. В одну игру можно играть в течение нескольких длинных сессий, и каждый игрок должен сделать более тысячи ходов. Поскольку игра была найдена совсем недавно после столетий безвестности, трудно точно сказать, каковы были все правила. Было найдено несколько документов, описывающих игру; однако между ними есть различия. Не слишком ясно, насколько точны правила, данные современными источниками для игры, потому что многие фигуры появляются в других вариантах сёги с описанными ходами, но в тайкёку сёги предлагаются иные ходы. Поля доски и фигуры были сделаны намного меньше, чем обычно (для других вариантов), что затрудняло расшифровку археологических находок. Исследование этой игры всё ещё продолжается.
Первую официально зарегистрированную партию в тайкёку сёги сыграли профессиональные сёгисты Хирофуми Ито, тогда 6 дан, и Таканори Анъёдзи, тогда 4 дан, на доске 1,5×1,5 м. Партия продолжалась 3 дня (32 часа 41 минуту игрового времени) и состояла из 3805 ходов, победил Анъёдзи. Во время партии игроки пользовались брошюрками, содержащими правила ходов фигурами; подавляющая часть фигур к концу игры была съедена (правила возврата фигур в игру в тайкёку сёги нет). Информация об этой партии попала в передачу «Источник тривиа» (яп. トリビアの泉) на Fuji TV от 19 мая 2004 года.
Набор тайкёку сёги состоит из 804 фигур и доски 36 × 36 полей (1,5 на 1,5 метра). Существует несколько вариантов правил тайкёку сёги, но изучены они пока недостаточно, остаётся много пробелов в понимании типов фигур и правил игры. На ноябрь 2002 года были известны три древних источника с многочисленными различиями в названиях и ходах фигур.

### Краткая история вариантов сёги

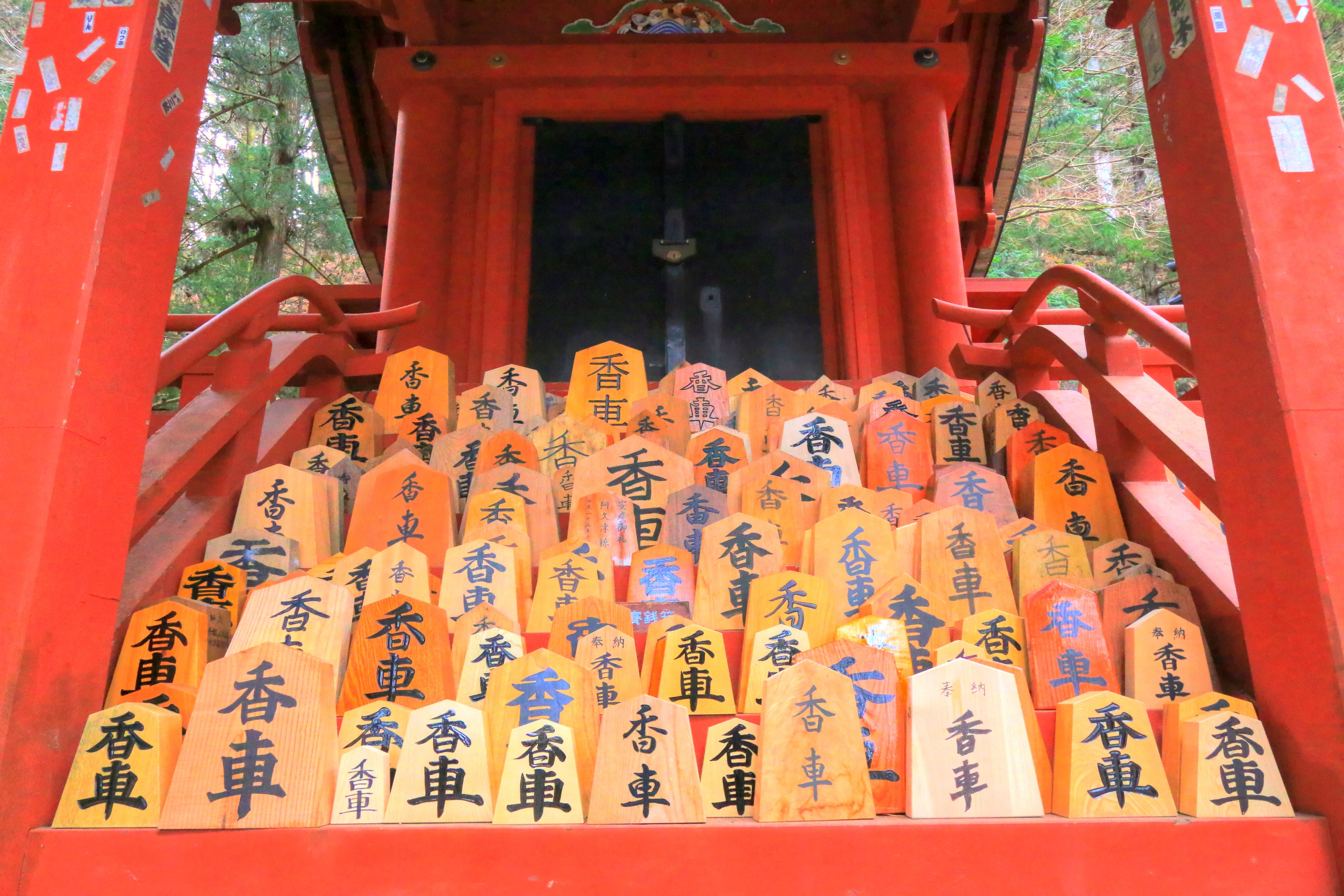
Павильон стрелок сёги

Наиболее распространённая на Западе теория связывает происхождение сёги с древнеиндийской чатурангой; китайская же версия генезиса игр шахматного типа возводит чатурангу и прочие варианты шахмат к гораздо более ранней китайской игре любо. Существуют различные теории о том, когда игра появилась в Японии. Считается, что она распространилась по всей Евразии, превратившись в многочисленные варианты: западные шахматы, китайские сянци, корейские чанги, таиландский макрук, японские сёги. Маршрут передачи считается либо по линии Индия-Китай-Корея-Япония, либо Индия-Юго-Восточная Азия-Япония. Древнейшим историческим источником, описывающим сёги, является один из текстов «Саругаку» (1058—1064?, предполагаемый автор Акихира Фудзивара) — юмористического популярного развлечения, имевшее место в период Хэйан. В описании вымышленной семьи Уэмон, посетившей саругаку в Хэйанкё (ныне Киото), у дочери «Кэсёбито» было несколько увлечений, одним из которых была игра в сёги.
Со временем правила пересматривались, увеличивались количество квадратов и фишек. Примерно в XIII веке распространились большие варианты сёги, а также небольшой вариант хэйан сёги с доской 8x9 клеток. Примерно в XIV веке были изобретены тю сёги (средние сёги) с упрощением правил, ставших к тому времени слишком сложными. В XV и XVI веках в большинство вариантов сёги играть перестали, а классические сёги приобрели основной набор правил, доживший до настоящего времени.
До XVI века во все варианты сёги, включая тайкёку сёги, играли без сбросов, и лишь в XVI веке император Го-Нара ввёл в «малые сёги» правило, согласно которому фигуры, взятые у противника, можно использовать повторно, то есть, как свою собственную фигуру, что сделало игру значительно сложнее и глубже. Крупные варианты сёги остались без сбросов.
В 1716 году (первый год правления Кёхо) восьмой сёгун Ёсимунэ Токугава учредил «игры замка Эдо», которые проходили раз в год 17 ноября. В XX веке Японская ассоциация сёги сделала эту дату праздником «День сёги». С 1975 года в этот день проводятся мероприятия и ежегодные турниры по сёги в разных регионах страны, в школах проходят обучающие игры в сёги.